# Павлів (Тернопільський район)
Па́влів —  село в Україні, у Нараївській сільській громаді Тернопільського району Тернопільської області. До 5 квітня 2019 року було підпорядковане Курянівській сільраді. Розташоване на лівому березі річки Нараївка.
Населення — 160 осіб (2007). Дворів — 56.

## Географія
У селі бере початок річка Павлівка, ліва притока Нараївки.
У селі є 1 вулиця Центральна.
Для села характерний помірно континентальний клімат. Павлів розташований у «холодному Поділлі» — найхолоднішому регіоні Тернопільської області.

## Історія
Згадується 8 квітня 1443 року в книгах галицького суду .
Перша писемна згадка — 1488 року.
2003 року розпочато будівництво церкви. 7 листопада 2010 р. освячено церкву.
12 червня 2020 року, відповідно до розпорядження Кабінету Міністрів України № 724-р «Про визначення адміністративних центрів та затвердження територій територіальних громад Тернопільської області» увійшло до складу Нараївської сільської громади.
19 липня 2020 року, в результаті адміністративно-територіальної реформи та ліквідації Бережанського району, село увійшло до складу Тернопільського району.

## Політика

### Парламентські вибори, 2019
На позачергових парламентських виборах 2019 року у селі функціонувала окрема виборча дільниця № 610027, розташована у приміщенні школи.
Результати
- зареєстровано 111 виборців, явка 61,26%, найбільше голосів віддано за «Слугу народу» — 26,47%, за Всеукраїнське об'єднання «Батьківщина» — 17,65%, за Українську стратегію Гройсмана — 16,18%[6]. В одномандатному окрузі найбільше голосів отримав Іван Чайківський (Чайківський) — 42,65%, за Тараса Юрика (Європейська Солідарність) і Володимира Кісілевича (Слуга народу) — по 14,71%[7].

## Населення
За даними перепису населення 2001 року мовний склад населення села був таким:
| Мова       | Число ос. | Відсоток |
| ---------- | --------- | -------- |
| українська |           | 99,48    |
| білоруська |           | 0,52     |

## Пам'ятки
Встановлено пам'ятний хрест при в'їзді в село.

## Соціальна сфера
Діють загальноосвітня школа І ступеня.

## Галерея

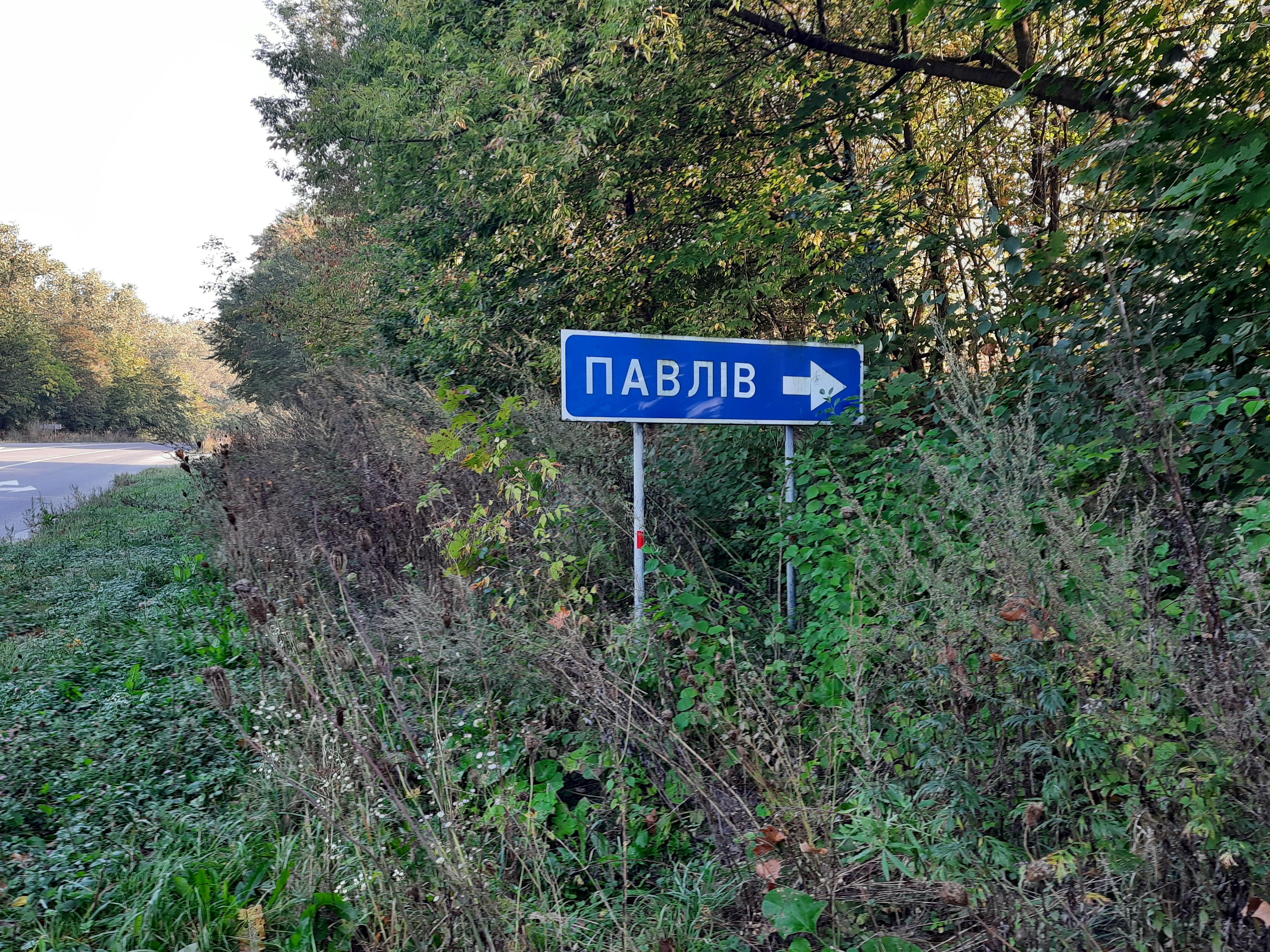
Дорожній знак біля села
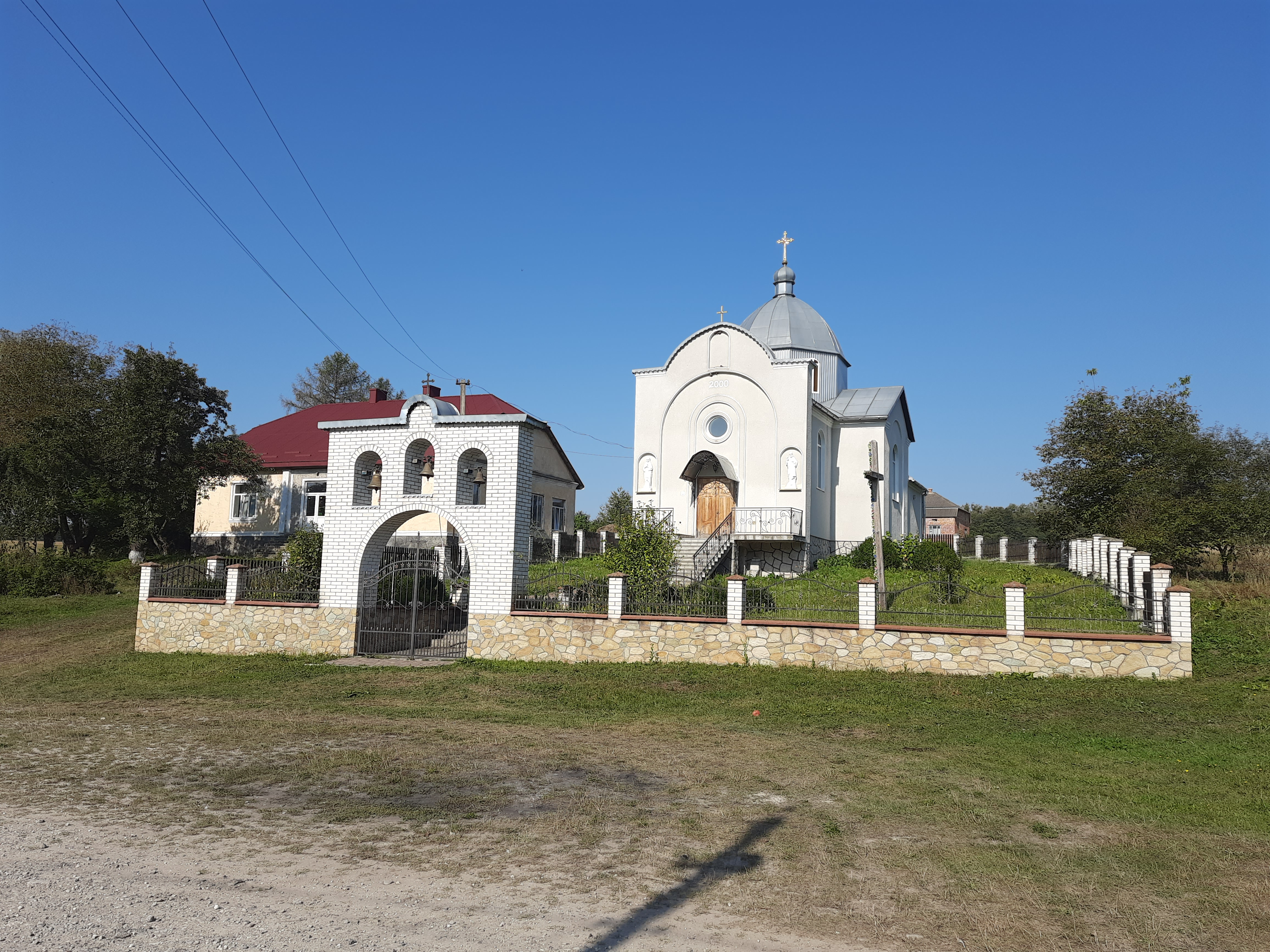
Церква Святого Великомученика Димитрія
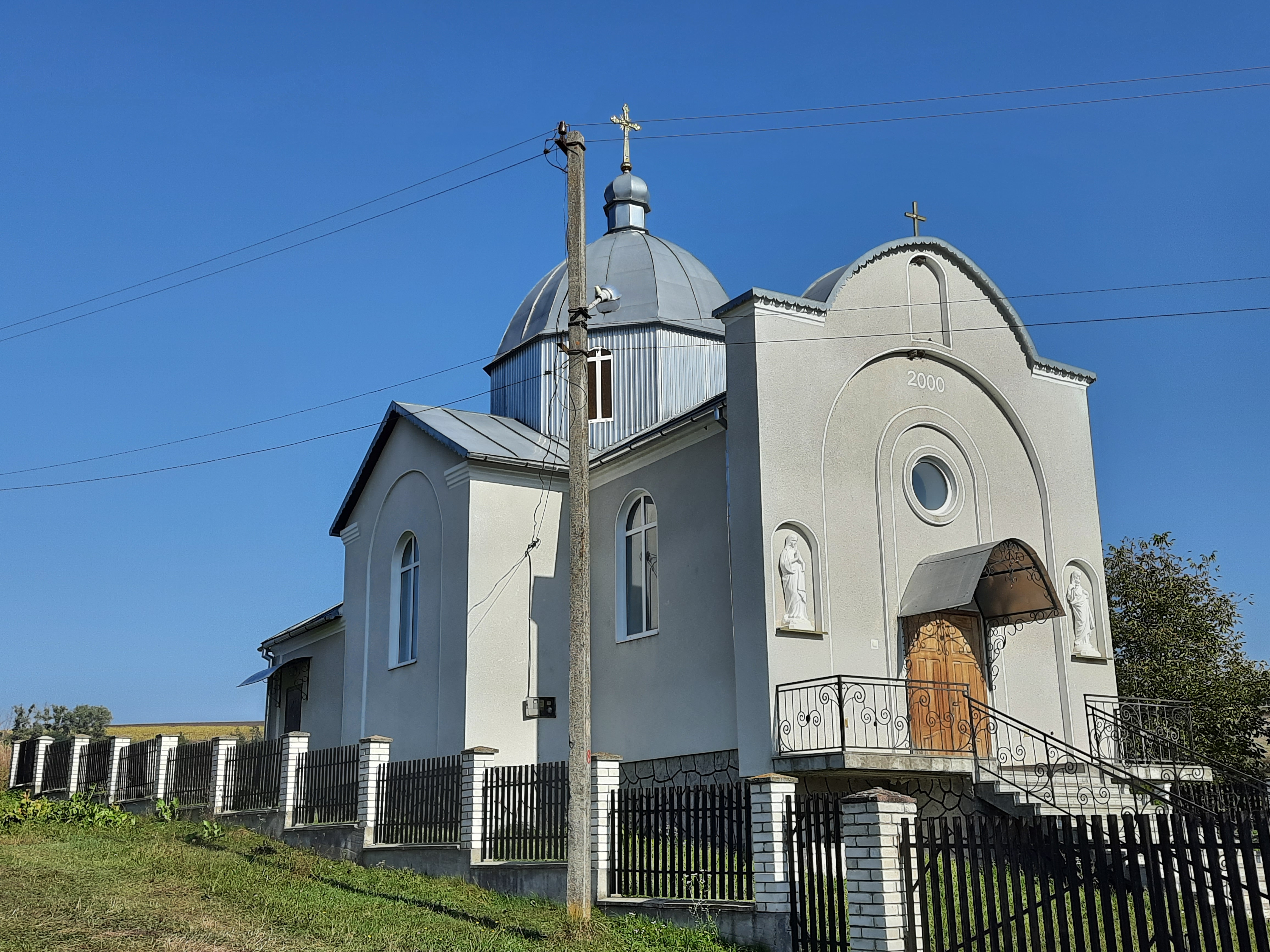
Церква Святого Великомученика Димитрія
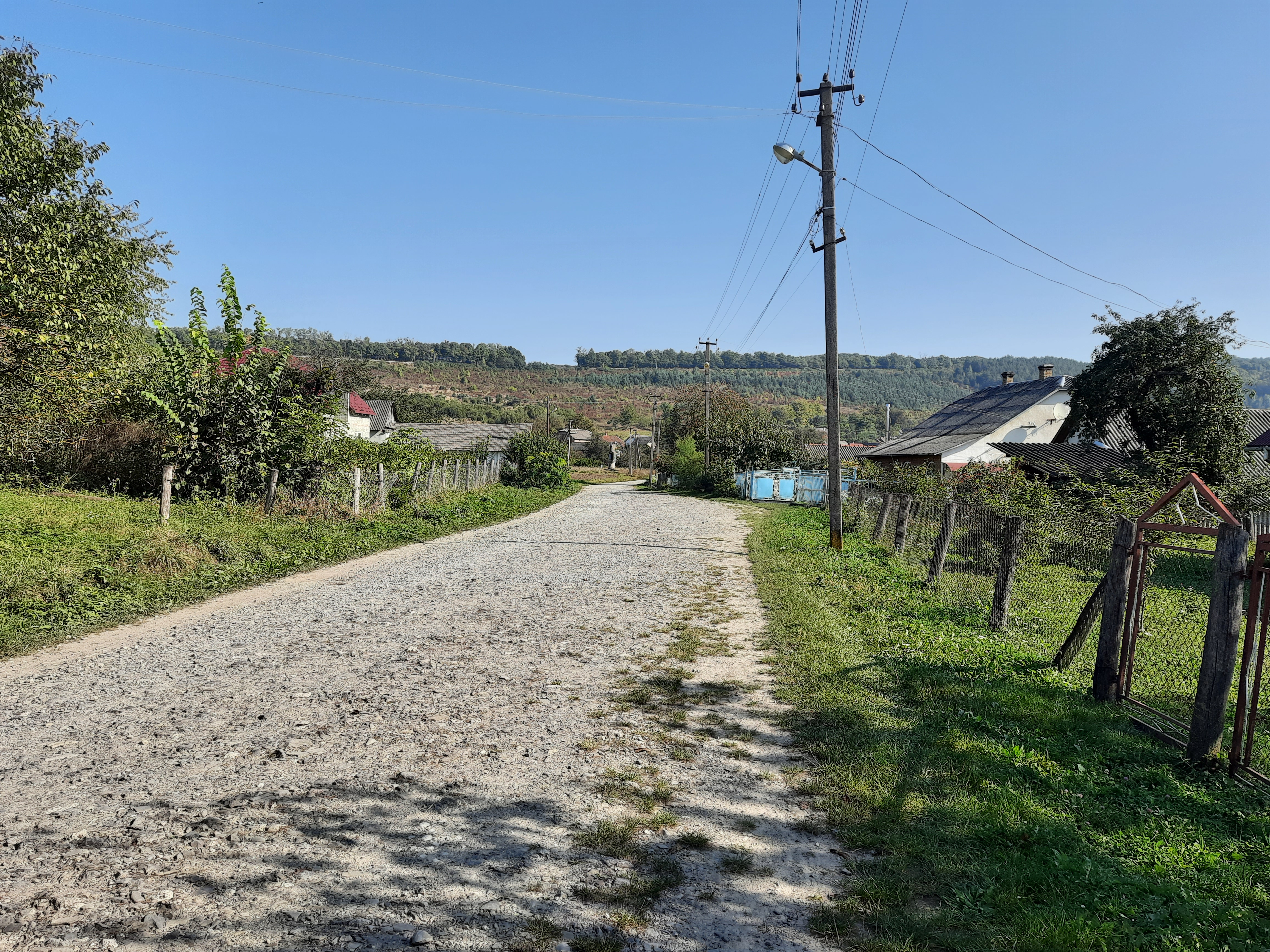
Сільська вулиця
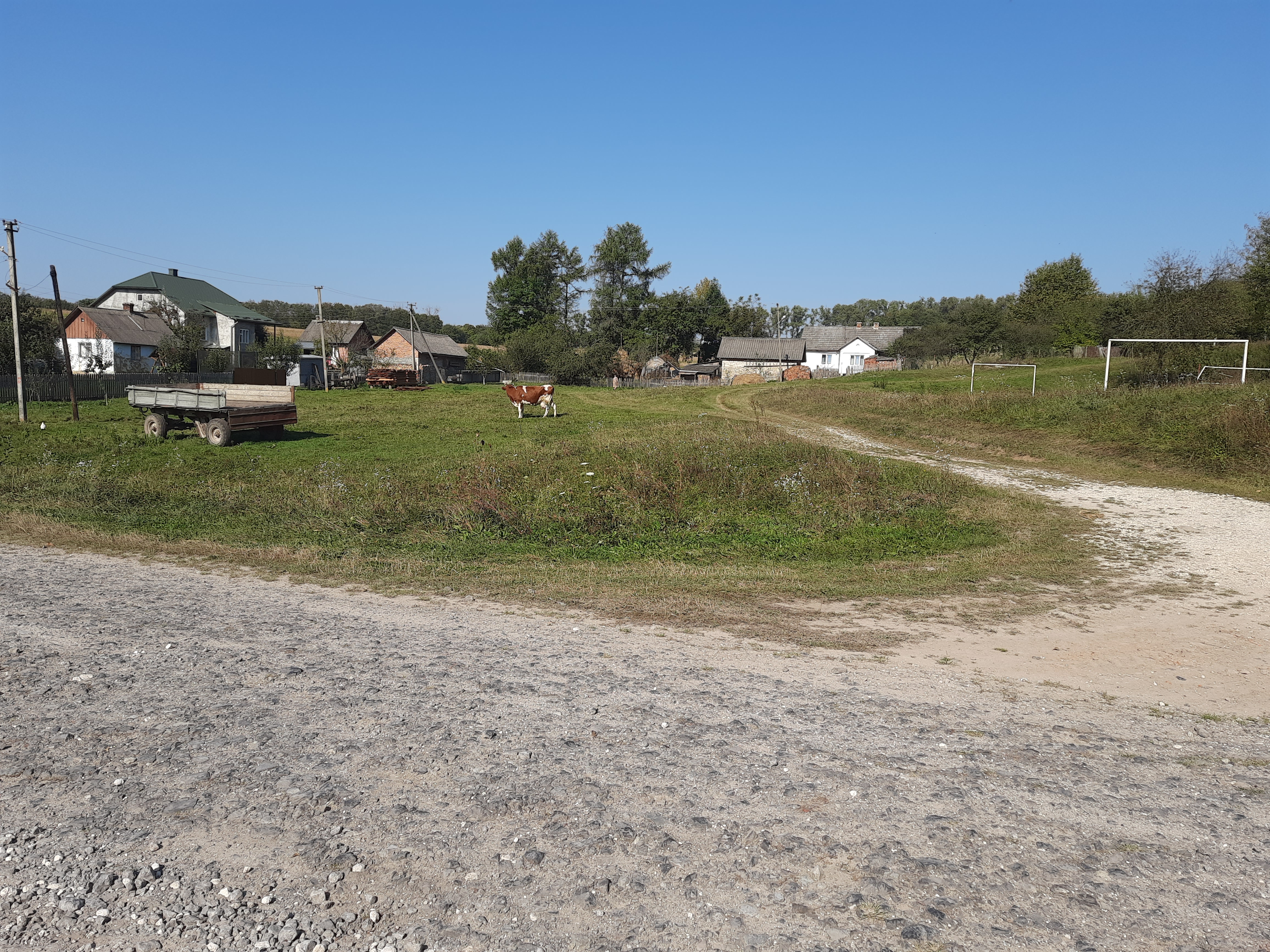
Сільський пейзаж

## Дивись також
- Дані про село на сайті Верховної Ради [Архівовано 14 січня 2018 у Wayback Machine.]

| Україна | Це незавершена стаття з географії України. Ви можете допомогти проєкту, виправивши або дописавши її. |